# Olympische Sommerspiele 1952/Teilnehmer (Niederlande)
| Gelbes Symbol für Goldmedaillen mit stilisierten Olympischen Ringen | Graues Symbol für Silbermedaillen mit stilisierten Olympischen Ringen | Braundes Symbol für Bronzemedaillen mit stilisierten Olympischen Ringen |
| ------------------------------------------------------------------- | --------------------------------------------------------------------- | ----------------------------------------------------------------------- |
| —                                                                   | 5                                                                     | —                                                                       |

Die Niederlande nahmen an den Olympischen Sommerspielen 1952 in der finnischen Hauptstadt Helsinki mit 104 vom Nederlands Olympisch Comité (NOC) nominierten Athleten, 26 Frauen und 78 Männern, an 57 Wettkämpfen in 14 Sportarten teil.
Seit 1900 war es die zehnte Teilnahme eines niederländischen Teams an Olympischen Sommerspielen.
Jüngster Athlet war die 16-jährige Schwimmerin Joke de Korte, ältester Athlet der 44-jährige Segler Bob Maas.

## Flaggenträger
Simon de Wit trug die Flagge der Niederlande während der Eröffnungsfeier im Olympiastadion.

## Medaillengewinner
Mit fünf gewonnenen Silbermedaillen belegte das niederländische Team Platz 29 im Medaillenspiegel.

### Silber
| Datum    | Name/n | Sportart       | Wettkampf              |
| -------- | --- | -------------- | ---------------------- |
| 24. Juli | Jules Ancion, André Boerstra, Harry Derckx, Han Drijver, Dick Esser, Roepie Kruize, Dick Loggere, Lau Mulder, Eddy Tiel, Wim van Heel und Leonard Wery | Hockey         | Herren-Turnier         |
| 26. Juli | Bertha Brouwer | Leichtathletik | 200 Meter Lauf         |
| 28. Juli | Johanna Termeulen | Schwimmen      | 100 Meter Freistil     |
| 31. Juli | Geertje Wielema | Schwimmen      | 100 Meter Rücken       |
| 1. Aug.  | Marie-Louise Linssen, Irma Schumacher, Johanna Termeulen und Koosje van Voorn                                                                          | Schwimmen      | 4 × 100 Meter Freistil |

## Teilnehmer nach Sportarten

### Boxen
Fliegengewicht (bis 51 kg)
- Hein van der Zee
Rang 16
Runde 1: Niederlage gegen Anatoli Bulakow aus der Sowjetunion durch Punktrichterentscheidung (0:3)

Halbweltergewicht (bis 63,5 kg)
- Piet van Klaveren
Rang 9
Runde 1: 2:1-Sieg gegen Roy Keenan aus Kanada durch Punktrichterentscheidung
Runde 2: 0:3-Niederlage gegen Terence Milligan aus Irland

Weltergewicht (bis 67 kg)
- Moos Linneman
Rang 5
Runde 1: K.-o-Sieg in der dritten Runde gegen Peter Müller aus der Schweiz
Runde 2: 2:1-Sieg gegen George Issabeg aus Irland durch Punktrichterentscheidung
Viertelfinale: 0:3-Niederlage gegen Günther Heidemann aus Deutschland

Mittelgewicht (bis 75 kg)
- Leen Jansen
Rang 5
Runde 1: Freilos
Runde 2: Sieg gegen Robert Malouf aus Kanada durch technischen K. o. in der ersten Runde
Viertelfinale: Niederlage gegen Floyd Patterson aus den USA durch K. o. in der ersten Runde

Halbschwergewicht (bis 81 kg)
- Toon Pastor
Rang 9
Runde 1: 3:0-Sieg durch Punktrichterentscheidung gegen István Fazekas aus Ungarn
Runde 2: 1:2-Niederlage gegen Karl Kistner aus Deutschland

### Fußball
- Sjaak Alberts, Rinus Bennaars, Louis Biesbrouck, Mick Clavan, Piet Kraak, Jo Mommers, Joop Odenthal, Rinus Terlouw, Piet van der Kuil, Jan van Roessel und Bram Wiertz
Vorrundenspiel am 16. Juli in Turku vor 9.685 Zuschauern: 1:5 (1:3)-Niederlage gegen  Brasilien
Torschütze: 1:0, Jan van Roessel, 15. Minute

### Gewichtheben
Mittelgewicht (bis 75 kg)
- Jan Smeekens
Finale: 345,0 kg, Rang 12
Militärpresse: 95,0 kg, Rang 18
Reißen: 115,0 kg, Rang 3
Stoßen: 135,0 kg, Rang 13

Schwergewicht (über 90 kg)
- Abraham Charité
Finale: 115 kg, Rang 13, Wettkampf nicht beendet
Militärpresse: 115,0 kg, Rang 10

### Hockey
- Jules Ancion, André Boerstra, Harry Derckx, Han Drijver, Dick Esser, Roepie Kruize, Dick Loggere, Lau Mulder, Eddy Tiel, Wim van Heel und Leonard Wery
Vorrunde: Freilos
Viertelfinale: 1:0 (0:0)-Sieg gegen die  BR Deutschland
Torschütze: Dick Esser
Halbfinale: 1:0 (1:0)-Sieg gegen  Pakistan
Torschütze: Leonard Wery
Finale: 1:6 (0:4)-Niederlage gegen  Indien, Rang 2 
Torschütze: Dick Esser

### Kanu

#### Männer

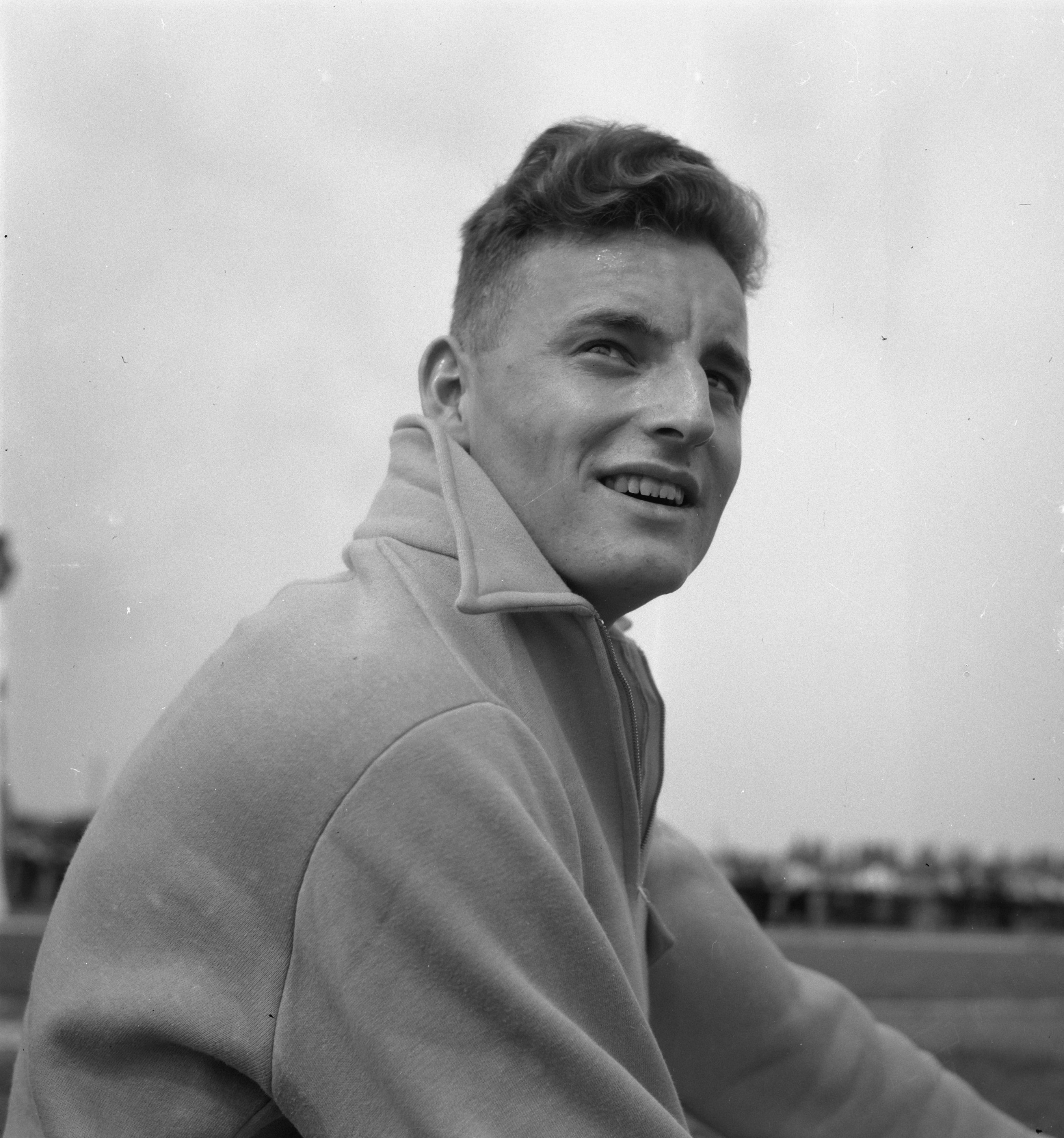
Theo Saat

Einer-Kajak 1000 m
- Wim van der Kroft
Vorläufe: in Lauf 2 (Rang 1) mit 4:20,3 min für das Finale qualifiziert
Finale: 4:20,8 min, Rang 4

Einer-Kajak 10.000 m
- Jochem Bobeldijk
Finale: 49:36,2 min, Rang 8

Zweier-Kajak 1000 m
- Jan Klingers und Cornelis Koch
Vorläufe: in Lauf 3 (Rang 1) mit 3:54,3 min für das Finale qualifiziert
Finale: 3:55,8 min, Rang 8

Zweier-Kajak 10.000 m
- Jan Klingers und Cornelis Koch
Finale: 46:09,6 min, Rang 9

#### Frauen
Einer-Kajak 500 m
- Lida van der Anker-Doedens
Vorläufe: in Lauf 3 (Rang 1) mit 2:24,4 min für das Finale qualifiziert
Finale: 2:22,3 min (+3,9 s), Rang 4

### Leichtathletik

#### Männer
100 m
- Theo Saat Theo Saat
Vorläufe: in Lauf 7 (Rang 2) mit 10,9 s (handgestoppt) bzw. 11,02 s (elektronisch) für die Viertelfinalläufe qualifiziert
Viertelfinale: in Lauf 2 (Rang 2) mit 10,6 s (handgestoppt) bzw. 10,93 s (elektronisch) für die Halbfinalläufe qualifiziert
Halbfinale: in Lauf 2 (Rang 6) mit 10,8 s (handgestoppt) bzw. 11,12 s (elektronisch) nicht für das Finale qualifiziert

200 m
- Theo Saat
Vorläufe: in Lauf 5 (Rang 1) mit 22,0 s (handgestoppt) bzw. 22,17 s (elektronisch) für die Viertelfinalläufe qualifiziert
Viertelfinale: in Lauf 1 (Rang 3) mit 21,7 s (handgestoppt) bzw. 22,87 s (elektronisch) nicht für die Halbfinalläufe qualifiziert

1500 m
- Hans Harting
Vorläufe, Lauf 1: Rennen nicht beendet

- Wim Slijkhuis
Vorläufe, Lauf 3: Rennen nicht beendet

Marathon
- Janus van der Zande
Finale: 2:33:50,0 h (+10:46,8 min), Rang 15

Weitsprung
- Henk Visser
Qualifikation, Gruppe B; 7,21 m, Rang 2, für das Finale qualifiziert
1. Sprung: 7,03 m
2. Sprung: 7,21 m
3. Sprung: ausgelassen
Finale: ohne gültigen Versuch
1. Sprung: ungültig
2. Sprung: ungültig
3. Sprung: ungültig

#### Frauen
100 m
- Fanny Blankers-Koen
Vorläufe: in Lauf 11 (Rang 1) mit 11,9 s (handgestoppt) bzw. 12,18 s (elektronisch) für die Viertelfinalläufe qualifiziert
Viertelfinale: in Lauf 2 (Rang 2) mit 12,0 s (handgestoppt) bzw. 12,22 s (elektronisch) nicht für die Halbfinalläufe qualifiziert

- Puck Brouwer
Vorläufe: in Lauf 3 (Rang 1) mit 12,0 s (handgestoppt) bzw. 12,26 s (elektronisch) für die Viertelfinalläufe qualifiziert
Viertelfinale: in Lauf 1 (Rang 3) mit 12,0 s (handgestoppt) bzw. 12,33 s (elektronisch) für die Halbfinalläufe qualifiziert
Halbfinale: in Lauf 2 (Rang 4) mit 12,1 s (handgestoppt) bzw. 12,32 s (elektronisch) nicht für das Finale qualifiziert

- Nel Büch
Vorläufe: in Lauf 6 (Rang 3) mit 12,6 s (handgestoppt) bzw. 12,95 s (elektronisch) nicht für die Viertelfinalläufe qualifiziert

200 m
- Puck Brouwer
Vorläufe: in Lauf 4 (Rang 1) mit 24,6 s (handgestoppt) bzw. 24,81 s (elektronisch) für die Halbfinalläufe qualifiziert
Halbfinale: in Lauf 1 (Rang 2) mit 24,3 s (handgestoppt) bzw. 24,41 s (elektronisch) für das Finale qualifiziert
Finale: 24,2 s (handgestoppt) bzw. 24,25 s (elektronisch), Rang 2

- Gré de Jongh
Vorläufe: in Lauf 2 (Rang 5) mit 25,2 s (handgestoppt) bzw. 25,48 s (elektronisch) nicht für die Halbfinalläufe qualifiziert

80 m Hürden
- Fanny Blankers-Koen
Vorläufe: in Lauf 2 (Rang 1) mit 11,2 s (handgestoppt) bzw. 11,34 s (elektronisch) für die Halbfinalläufe qualifiziert
Halbfinale: in Lauf 2 (Rang 2) mit 11,3 s (handgestoppt) bzw. 11,42 s (elektronisch) für das Finale qualifiziert
Finale: Rennen nicht beendet

- Willemina Lust
Vorläufe: ausgeschieden in Lauf drei (Rang drei), 11,6 Sekunden (handgestoppt), 11,69 Sekunden (automatisch gestoppt)

4 × 100 m Staffel
- Puck Brouwer, Nel Büch, Gré de Jongh und Willemina Lust
Vorläufe: in Lauf 1 (Rang 2) mit 47,1 s (handgestoppt) bzw. 47,32 s (elektronisch) für das Finale qualifiziert
Finale: 47,8 s (handgestoppt) bzw. 47,16 s (elektronisch), Rang 6

Weitsprung
- Willemina Lust
Qualifikation, Gruppe B: 5,63 m, Rang 4, für das Finale qualifiziert
1. Sprung: ungültig
2. Sprung: 5,63 m
3. Sprung: ausgelassen
Finale: 5,81 m, Rang 5
1. Sprung: 5,68 m
2. Sprung: 5,65 m
3. Sprung: 5,79 m
Finale der besten sechs Springerinnen
4. Sprung: ungültig
5. Sprung: 5,81 m
6. Sprung: ungültig

### Radsport
Bahn, Sprint
- Jan Hijzelendoorn jr.
Vorläufe: in Lauf 8 (Rang 1) mit 12,1 s für die Viertelfinalläufe qualifiziert
Viertelfinale: in Lauf 4 (Rang 3) nicht direkt für die Halbfinalläufe qualifiziert
Viertelfinale, Hoffnungsläufe: in Lauf 1 (Rang 3) nicht für die Halbfinalläufe qualifiziert

Bahn, 1000 m Zeitfahren
- Jan Hijzelendoorn jr.
Finale: 1:14,5 min (+3,4 s), Rang 8

Bahn, 4000 m Mannschaftsverfolgung
- Daan de Groot, Jules Maenen, Jan Plantaz und Adri Voorting
Vorläufe: 4:54,5 min, Rang 7, für die Viertelfinalläufe qualifiziert
Viertelfinale: in Lauf 2 (Rang 2) mit 4:57,8 min nicht für die Halbfinalläufe qualifiziert

Straßenrennen (190,4 km), Einzelwertung
- Jules Maenen
Rennen nicht beendet

- Jan Plantaz
5:16:19,1 h (+10:15,7 min), Rang 22

- Arend Van ’t Hof
5:11:19,0 h (+5:15,6 min), Rang 10

- Adri Voorting
5:24:44,6 h (+18:41,2 min), Rang 49

Straßenrennen (190,4 km), Mannschaftswertung
- Jules Maenen, Jan Plantaz, Arend Van ’t Hof und Adri Voorting
15:52:22 h (+31:36 min), Rang 8

### Reiten
Vielseitigkeit, Einzel
- Wiel Hendrickx
Finale: Wettkampf nicht beendet
Dressurreiten: 153,33 Strafpunkte, Rang 37
Geländeritt: disqualifiziert

- Ernest van Loon
Finale: Wettkampf nicht beendet
Dressurreiten: 128,80 Strafpunkte, Rang 21
Geländeritt: disqualifiziert

- Max van Loon
Finale: Wettkampf nicht beendet
Dressurreiten: 127,33 Strafpunkte, Rang 20
Geländeritt: disqualifiziert

Vielseitigkeit, Mannschaft
- Wiel Hendrickx, Ernest van Loon und Max van Loon
Finale: Wettkampf nicht beendet
Dressurreiten: 409,46 Strafpunkte, Rang 9
Geländeritt: Wettkampf nicht beendet

### Rudern
Einer
- Rob van Mesdag
Vorläufe: in Lauf 4 (Rang 4) mit 8:02,0 min nicht direkt für die Halbfinalläufe qualifiziert
Vorläufe, Hoffnungsläufe: in Lauf 1 (Rang 1) mit 7:35,6 min für die Halbfinal-Hoffnungsläufe qualifiziert
Halbfinale, Hoffnungsläufe: in Lauf 1 (Rang 3) mit 7:57,2 min nicht für das Finale qualifiziert

Zweier ohne Steuermann
- Ben Binnendijk und Carl Kuntze
Vorläufe: in Lauf 3 (Rang 1) mit 8:00,4 min für die Halbfinalläufe qualifiziert
Halbfinale: in Lauf 2 (Rang 2) mit 7:53,2 min nicht direkt für das Finale qualifiziert
Halbfinale, Hoffnungsläufe: in Lauf 2 (Rang 3) mit 7:44,7 min nicht für das Finale qualifiziert

Vierer ohne Steuermann
- Frits de Voogt, Jan op den Velde, Ruud Sesink Clee und Kees van Vugt
Vorläufe: in Lauf 2 (Rang 4) mit 6:56,9 min nicht direkt für die Halbfinalläufe qualifiziert
Vorläufe, Hoffnungsläufe: in Lauf 3 (Rang 2) mit 6:50,3 min nicht für die Halbfinalläufe qualifiziert

Vierer mit Steuermann
- Jaap Beije, Hans Caro, Ton Fontani, Han Heijenbrock und Jan Willem Pennink
Vorläufe: in Lauf 3 (Rang 3) mit 7:24,9 min nicht direkt für die Halbfinalläufe qualifiziert
Vorläufe, Hoffnungsläufe: in Lauf 3 (Rang 2) mit. 7:04,2 min nicht für die Halbfinalläufe qualifiziert

### Schwimmen

#### Männer
100 m Freistil
- Joris Tjebbes
Vorläufe: in Lauf 8 (Rang 2) mit 59,1 s für die Halbfinalläufe qualifiziert
Halbfinale: in Lauf 2 (Rang 5) mit 59,8 s nicht für das Finale qualifiziert

400 m Freistil
- Joris Tjebbes
Vorläufe: in Lauf 5 (Rang 3) mit 4:54,4 min für die Halbfinalläufe qualifiziert
Halbfinale: in Lauf 1 (Rang 8) mit 5:01,9 min nicht für das Finale qualifiziert

100 m Rücken
- Jitse van der Veen
Vorläufe: in Lauf 1 (Rang 8) mit 1:10,5 min nicht für die Halbfinalläufe qualifiziert

200 m Brust
- Daan Buijze
Vorläufe: in Lauf 6 (Rang 2) mit 2:41,9 min für die Halbfinalläufe qualifiziert
Halbfinale: in Lauf 1 (Rang 6) mit 2:42,6 min nicht für das Finale qualifiziert

#### Frauen
100 m Freistil
- Irma Schumacher
Vorläufe: in Lauf 1 (Rang 1) mit 1:06,7 min für die Halbfinalläufe qualifiziert
Halbfinale: in Lauf 1 (Rang 2) mit 1:06,7 min für das Finale qualifiziert
Finale: 1:07,3 min, Rang 6

- Hannie Termeulen
Vorläufe: in Lauf 2 (Rang 1) mit 1:07,3 min für die Halbfinalläufe qualifiziert
Halbfinale: in Lauf 1 (Rang 3) mit 1:07,1 min für das Finale qualifiziert
Finale: 1:07,0 min, Rang 2

- Koosje van Voorn
Vorläufe: in Lauf 3 (Rang 2) mit 1:07,4 min für die Halbfinalläufe qualifiziert
Halbfinale: in Lauf 2 (Rang 5) mit 1:08,1 min nicht für das Finale qualifiziert

400 m Freistil
- Irma Schumacher
Vorläufe: in Lauf 4 (Rang 6) mit 5:45,2 min nicht für die Halbfinalläufe qualifiziert

- Hannie Termeulen
Vorläufe: in Lauf 4 (Rang 6) mit 5:45,5 min nicht für die Halbfinalläufe qualifiziert

- Geertje Wielema
Vorläufe: in Lauf 1 (Rang 6) mit 6:02,6 min nicht für die Halbfinalläufe qualifiziert

100 m Rücken
- Ria van der Horst
Vorläufe: in Lauf 2 (Rang 1) mit 1:17,0 min für das Finale qualifiziert
Finale: disqualifiziert

- Geertje Wielema
Vorrunde: in Lauf 1 (Rang 1) mit 1:13,8 min für das Finale qualifiziert
Finale: 1:14,5 min, Rang 2

200 m Brust
- Lies Bonnier
Vorläufe: in Lauf 2 (Rang 1) in 3:00,6 min für die Halbfinalläufe qualifiziert
Halbfinale: in Lauf 1 (Rang 5) in 3:00,3 min nicht für das Finale qualifiziert

- Rika Bruins
Vorläufe: in Lauf 1 (Rang 3) mit 3:04,7 min für die Halbfinalläufe qualifiziert
Halbfinale: in Lauf 1 (Rang 6) mit 3:02,4 min nicht für das Finale qualifiziert

- Nel Garritsen
Vorläufe: in Lauf 5 (Rang 2) mit 2:59,5 min für die Halbfinalläufe qualifiziert
Halbfinale: in Lauf 2 (Rang 3) mit 2:59,5 min für das Finale qualifiziert
Finale: 3:02,1 min, Rang 8

4 × 100 m Freistilstaffel
- Marie-Louise Linssen, Irma Schumacher, Hannie Termeulen und Koosje van Voorn
Vorläufe: in Lauf 2 (Rang 2) mit 4:30,6 min für das Finale qualifiziert
Finale: 4:29,0 min, Rang 2

### Segeln
Finn-Dinghy
- Koos de Jong
Finale: 5033 Punkte, Rang 4
1. Rennen: 0946 Punkte, 1:20:54 h, Rang 04
2. Rennen: 1247 Punkte, 1:47:16 h, Rang 02
3. Rennen: 0849 Punkte, 1:23:37 h, Rang 05
4. Rennen: 0507 Punkte, 1:22:42 h, Rang 11
5. Rennen: 0849 Punkte, 1:30:00 h, Rang 05
6. Rennen: 0548 Punkte, 1:25:52 h, Rang 10
7. Rennen: 0594 Punkte, 1:28:12 h, Rang 09

Drachen
- Abraham Everardus Dudok van Heel, Michiel Dudok van Heel und Wim van Duyl
Finale: 4041 Punkte, Rang 6
1. Rennen: 1331 Punkte, 2:49:25 h, Rang 1
2. Rennen: 0377 Punkte, 3:37:57 h, Rang 9
3. Rennen: Rennen nicht beendet
4. Rennen: 0486 Punkte, 3:16:00 h, Rang 7
5. Rennen: 0486 Punkte, 3:03:40 h, Rang 7
6. Rennen: 0632 Punkte, 3:01:25 h, Rang 5
7. Rennen: 0729 Punkte, 3:56:40 h, Rang 4

5,5-m-R-Klasse
- Wim de Vries Lentsch, Flip Keegstra und Piet Jan van der Giessen
Finale: 1582 Punkte, Rang 13
1. Rennen: 159 Punkte, 2:46:44 h, Rang 14
2. Rennen: 402 Punkte, 3:28:59 h, Rang 08
3. Rennen: 264 Punkte, 2:41:20 h, Rang 11
4. Rennen: 226 Punkte, 3:04:26 h, Rang 12
5. Rennen: 159 Punkte, 3:05:50 h, Rang 14
6. Rennen: 305 Punkte, 2:52:20 h, Rang 10
7. Rennen: 226 Punkte, 3:32:32 h, Rang 12

Star
- Bob Maas und Edward Stutterheim
Finale: 3510 Punkte, Rang 8
1. Rennen: 469 Punkte, 2:53:28 h, Rang 09
2. Rennen: 946 Punkte, 3:14:41 h, Rang 03
3. Rennen: 469 Punkte, 2:55:38 h, Rang 09
4. Rennen: 382 Punkte, 3:05:23 h, Rang 11
5. Rennen: 520 Punkte, 2:58:34 h, Rang 08
6. Rennen: 724 Punkte, 2:56:55 h, Rang 05
7. Rennen: 382 Punkte, 3:30:11 h, Rang 11

### Turnen
Frauen
Einzelmehrkampf
- Jo Cox-Ladru
Finale: 65,35 Punkte (32,29 Punkte Pflicht – 33,06 Punkte Kür), Rang 106
Bodenturnen: 16,33 Punkte (8,20 Punkte Pflicht – 8,13 Punkte Kür), Rang 119
Pferdsprung: 16,83 Punkte (8,03 Punkte Pflicht – 8,80 Punkte Kür), Rang 106
Schwebebalken: 15,93 Punkte (8,10 Punkte Pflicht – 7,83 Punkte Kür), Rang 107
Stufenbarren: 16,26 Punkte (7,96 Punkte Pflicht – 8,30 Punkte Kür), Rang 103

- Lenie Gerrietsen
Finale: 69,47 Punkte (34,29 Punkte Pflicht – 35,18 Punkte Kür), Rang 62
Bodenturnen: 16,89 Punkte (8,33 Punkte Pflicht – 8,56 Punkte Kür), Rang 97
Pferdsprung: 17,99 Punkte (8,93 Punkte Pflicht – 9,06 Punkte Kür), Rang 53
Schwebebalken: 17,06 Punkte (8,50 Punkte Pflicht – 8,56 Punkte Kür), Rang 70
Stufenbarren: 17,53 Punkte (8,53 Punkte Pflicht – 9,00 Punkte Kür), Rang 45

- Huiberdina Krul-van der Nolk van Gogh
Finale: 68,42 Punkte (33,29 Punkte Pflicht – 35,13 Punkte Kür), Rang 72
Bodenturnen: 16,53 Punkte (8,03 Punkte Pflicht – 8,50 Punkte Kür), Rang 113
Pferdsprung: 18,23 Punkte (9,13 Punkte Pflicht – 9,10 Punkte Kür), Rang 31
Schwebebalken: 16,83 Punkte (8,00 Punkte Pflicht – 8,83 Punkte Kür), Rang 82
Stufenbarren: 16,83 Punkte (8,13 Punkte Pflicht – 8,70 Punkte Kür), Rang 88

- Annie Ros
Finale: 66,91 Punkte (32,89 Punkte Pflicht – 34,02 Punkte Kür), Rang 92
Bodenturnen: 16,39 Punkte (8,36 Punkte Pflicht – 8,03 Punkte Kür), Rang 118
Pferdsprung: 16,93 Punkte (8,00 Punkte Pflicht – 8,93 Punkte Kür), Rang 103
Schwebebalken: 16,30 Punkte (8,20 Punkte Pflicht – 8,10 Punkte Kür), Rang 98
Stufenbarren: 17,29 Punkte (8,33 Punkte Pflicht – 8,96 Punkte Kür), Rang 60

- Toetie Selbach
Finale: 63,06 Punkte (32,01 Punkte Pflicht – 31,05 Punkte Kür), Rang 121
Bodenturnen: 16,42 Punkte (8,36 Punkte Pflicht – 8,06 Punkte Kür), Rang 117
Pferdsprung: 15,26 Punkte (7,36 Punkte Pflicht – 7,90 Punkte Kür), Rang 126
Schwebebalken: 16,46 Punkte (8,13 Punkte Pflicht – 8,33 Punkte Kür), Rang 93
Stufenbarren: 14,92 Punkte (8,16 Punkte Pflicht – 6,76 Punkte Kür), Rang 123

- Tootje Selbach
Finale: 66,68 Punkte (32,69 Punkte Pflicht – 33,99 Punkte Kür), Rang 94
Bodenturnen: 15,89 Punkte (8,03 Punkte Pflicht – 7,86 Punkte Kür), Rang 125
Pferdsprung: 17,36 Punkte (8,36 Punkte Pflicht – 9,00 Punkte Kür), Rang 86
Schwebebalken: 16,13 Punkte (7,90 Punkte Pflicht – 8,23 Punkte Kür), Rang 101
Stufenbarren: 17,30 Punkte (8,40 Punkte Pflicht – 8,90 Punkte Kür), Rang 56

- Nanny Simon
Finale: 61,05 Punkte (31,46 Punkte Pflicht – 29,59 Punkte Kür), Rang 128
Bodenturnen: 15,73 Punkte (7,80 Punkte Pflicht – 7,93 Punkte Kür), Rang 128
Pferdsprung: 13,59 Punkte (7,26 Punkte Pflicht – 6,33 Punkte Kür), Rang 128
Schwebebalken: 14,83 Punkte (8,20 Punkte Pflicht – 6,63 Punkte Kür), Rang 122
Stufenbarren: 16,90 Punkte (8,20 Punkte Pflicht – 8,70 Punkte Kür), Rang 82

- Cootje van Kampen-Tonneman
Finale: 66,19 Punkte (33,66 Punkte Pflicht – 32,53 Punkte Kür), Rang 100
Bodenturnen: 16,43 Punkte (8,50 Punkte Pflicht – 7,93 Punkte Kür), Rang 116
Pferdsprung: 17,50 Punkte (8,90 Punkte Pflicht – 8,60 Punkte Kür), Rang 78
Schwebebalken: 16,00 Punkte (8,20 Punkte Pflicht – 7,80 Punkte Kür), Rang 104
Stufenbarren: 16,26 Punkte (8,06 Punkte Pflicht – 8,20 Punkte Kür), Rang 103

Mannschaftsmehrkampf
- Jo Cox-Ladru, Lenie Gerrietsen, Huiberdina Krul-van der Nolk van Gogh, Annie Ros, Toetie Selbach, Tootje Selbach, Nanny Simon und Cootje van Kampen-Tonneman
473,02 Punkte (403,02 Punkte im Einzel (199,11 Punkte Pflicht – 203,91 Punkte Kür) + 70 Punkte Gruppengymnastik), Rang 14

### Wasserball
- Gerrit Bijlsma, Cornelius Braasem, Joop Cabout, Nijs Korevaar, Frits Smol, Ruud van Feggelen und Max van Gelder
1. Qualifikationsrunde: 3:2 (1:1)-Sieg gegen die  Sowjetunion
Torschützen: Gerrit Bijlsma, Cornelius Braasem, Frits Smol
Vorrunde, Gruppe C: zwei Siege und eine Niederlage, 17:6 Tore, Rang 2, für das Halbfinale qualifiziert
9:3 (6:1)-Sieg gegen  Argentinien
Torschützen: Ruud van Feggelen (4×), Cornelius Braasem (2×), Nijs Korevaar, Frits Smol
7:1 3:0)-Sieg gegen  Schweden
Torschützen: Gerrit Ruud van Feggelen (2×), Bijlsma, Cornelius Braasem, Frits Smol
3:2 (1:0)-Sieg gegen  Jugoslawien; die Jugoslawen legten Protest ein und erzwangen die Austragung eines Wiederholungsspiels
Torschützen: ?
1:2 (0:2)-Niederlage gegen  Jugoslawien
Torschütze: Frits Smol
Halbfinalrunde, Gruppe F: ein Sieg und ein Unentschieden, 7:6 Tore, Rang 3, für die Spiele um Platz 5 bis 8 qualifiziert
4:4 (1:3)-Unentschieden gegen  Ungarn
Torschützen: Ruud van Feggelen (3×), Nijs Korevaar
4:2 (2:0)-Sieg gegen die  Sowjetunion
Torschützen: Cornelius Braasem, Frits Smol, Ruud van Feggelen,
Spiele um die Plätze 5 bis 8: zwei Siege, 16:6 Tore, Rang 5
5:3 (2:2)-Sieg gegen  Belgien
Torschützen: Ruud van Feggelen (3×), Frits Smol (2×)
7:1 (4:0)-Sieg gegen  Spanien
Torschützen: Ruud van Feggelen (3×), Gerrit Bijlsma, Nijs Korevaar, Frits Smol

### Wasserspringen
Frauen
Kunstspringen 3 m
- Helena Lanting-Keller
Qualifikation: 47,33 Punkte, Rang 14, nicht für das Finale qualifiziert
1. Sprung: 09,18 Punkte, Rang 13
2. Sprung: 05,10 Punkte, Rang 15
3. Sprung: 12,35 Punkte, Rang 05
4. Sprung: 08,70 Punkte, Rang 14
5. Sprung: 12,00 Punkte, Rang 08

- Hendrina van den Horn
Qualifikation: 49,44 Punkte, Rang 12, nicht für das Finale qualifiziert
1. Sprung: 11,34 Punkte, Rang 06
2. Sprung: 08,33 Punkte, Rang 13
3. Sprung: 10,07 Punkte, Rang 13
4. Sprung: 09,30 Punkte, Rang 12
5. Sprung: 10,40 Punkte, Rang 12